# Linnéa (fartyg)
Linnéa är ett k-märkt svenskt segelfartyg.
Linnéa byggdes, riggad som en skonare, av Gustaf Groth på Sjötorps varv i Sjötorp 1915 för Oscar Berndson i Stockevik på Tjörn.
Hon förliste 1917, bärgades, och gick i yrkesfart till 1965. Hon används idag som skolskepp.